# Povorot
Povorot (Поворот) è un film del 1978 diretto da Vadim Jusupovič Abdrašitov.

## Trama
La crociera degli sposi sul Mar Nero volge al termine. Stanno aspettando Mosca, il lavoro e la vita familiare. Ma all'improvviso Victor viene accusato di un crimine e iniziano le indagini.